# Villanuco de Las Encartaciones
El Villanuco de Las Encartaciones o Ratonero Vasco es una raza de perro originaria de una región que comprende la comarca de Las Encartaciones, en Vizcaya, Cantabria y norte de la provincia de Burgos todas en España.
Es conocido vulgarmente como ratonero vasco, aunque esta denominación no sea recomendable. A pesar de la gran similitud en los nombres, el Villano de Las Encartaciones es una raza independiente, aunque comparta características comunes como el área de origen.

## Características
Es un perro ratonero, usado como perro de puerta por su rapidez avisando la llegada de desconocidos; por su pequeña talla y buen carácter es muy apreciado como animal de compañía.

## Estado de conservación
El censo actual es de unos cincuenta ejemplares, encontrándose así en una situación crítica de conservación.